# Maziarnia (powiat chełmski)
Maziarnia – kolonia w Polsce położona w województwie lubelskim, w powiecie chełmskim, w gminie Żmudź.
W latach 1975–1998 miejscowość administracyjnie należała do województwa chełmskiego. 
Kolonia jest sołectwem w gminie Żmudź. Według Narodowego Spisu Powszechnego (III 2011 r.) liczyła 138 mieszkańców i była dziesiątą co do wielkości miejscowością gminy. 
Z Maziarni pochodził pisarz Stanisław Brzozowski (1878-1911).
Wierni Kościoła rzymskokatolickiego należą do parafii Matki Bożej Częstochowskiej w Białopolu lub  do parafii św. Barbary w Turowcu.

## Części wsi
| SIMC    | Nazwa        | Rodzaj     |
| ------- | ------------ | ---------- |
| 1027030 | Brzeźniak    | przysiółek |
| 0111248 | Cztery Słupy | przysiółek |
| 1027165 | Zarowie      | przysiółek |